# Gunnar Sandborg
Gunnar Johannes Sandborg (* 7. Juni 1927 in Aker; † 5. Mai 2022) war ein norwegischer Ruderer.

## Biografie
Gunnar Sandborg gewann während seiner Karriere fünf norwegische Meistertitel und startete bei den Olympischen Sommerspielen 1948 in London zusammen mit Arne Serck-Hanssen, Sigurd Grønli, Willy Evensen und Thoralf Sandaker in der Vierer mit Steuermann-Regatta. Das Boot schied im Viertelfinale aus. 
Beruflich war Sandborg in der Papierindustrie tätig und arbeitete fast zwei Jahrzehnte lang als Handelskonsul in Kenia, Tanganjika und Uganda.